# Werveltheorie
De werveltheorie (vortex of circulation theory) werd ontwikkeld door Frederick W. Lanchester. In 1894 gaf hij een presentatie over zijn theorie, die echter pas gepubliceerd werd in zijn tweedelige Aerial Flight in 1907. Het werk werd in Groot-Brittannië als te moeilijk terzijde geschoven, maar werd in Duitsland opgepakt door Ludwig Prandtl, die de theorie met Albert Betz en Michael Max Munk verder uitwerkte. In 1918-19 kwam Prandtl met de draaglijntheorie, die met eindige vleugels werkt, waar de werveltheorie met oneindige vleugels werkt. De liftkracht wordt in deze theorie veroorzaakt door de circulatie rond een vleugel. Deze circulatie begint met de startwervel die ontstaat door loslating achter het profiel. Rond de vleugel ontstaat een circulatie tegengesteld aan die van de startwervel.
De circulatie {\displaystyle \Gamma } is de lijnintegraal langs een gesloten kromme {\displaystyle C} van het product van de vloeistofsnelheid {\displaystyle U_{C}} en het wegelementje {\displaystyle \mathrm {d} s}:
{\displaystyle \Gamma =\oint _{C}U_{C}\cdot \mathrm {d} s}
Volgens de stelling van Kutta-Joekowski is de liftkracht {\displaystyle \mathrm {d} L} dan
{\displaystyle \mathrm {d} L=\rho \cdot \Gamma \cdot V_{G}\cdot \mathrm {d} r}
waarbij
{\displaystyle V_{G}={\sqrt {(V_{A}+U_{A})^{2}+(\omega \cdot r-U_{T})^{2}}}}
Onder de benaming Wet van Kutta-Joekowski wordt dit in de luchtvaarttechniek en de scheepvaarttechniek gebruikt voor het berekenen van de liftkracht van een vleugel (vliegtuigen, draagvleugelboten), de voortstuwende kracht van een propeller of een scheepsschroef, e.d.